# الوردة السوداء (رمز)

الوردة السوداء رمز الأناركية (اللاسلطوية)

الورود السوداء هي رموز واردة في الأدب الخيالي، وتحمل العديد من المعاني والعناوين المختلفة، مثل: الورود السوداء المخملية، والسحر الأسود، والباركارول، والجمال الأسود، والتوسكانا الرائعة، واليشم الأسود، والباكارا، الظل الداكن من الأحمر أو الأرجواني أو المارون.
يمكن تعميق لون الوردة من طريق وضع وردة داكنة في إناء من الماء ممزوج بالحبر الأسود. قد يجر اسوداد الورود السوداء الأخرى بطرق أخرى، مثل الحرق.

## لغة الزهور
في لغة الزهور، للورود معاني عديدة مختلفة، حيث ترمز الورود السوداء تحديدًا إلى أفكار، مثل الحب المؤلم او الموت او اليأس.

## الأناركية (اللاسلطوية)
Black Rose Books، هو اسم الناشر الأناركي في مونتريال، وبصمة الصحافة الصغيرة، التي يرأسها الليبرتاري البلدي الأناركي ديميتريوس روسوبولوس. وإحدى المكتبتَين الأناركيتَين في سيدني هي كتب بلاك روز التي كانت موجودة في أشكال مختلفة منذ عام 1982.

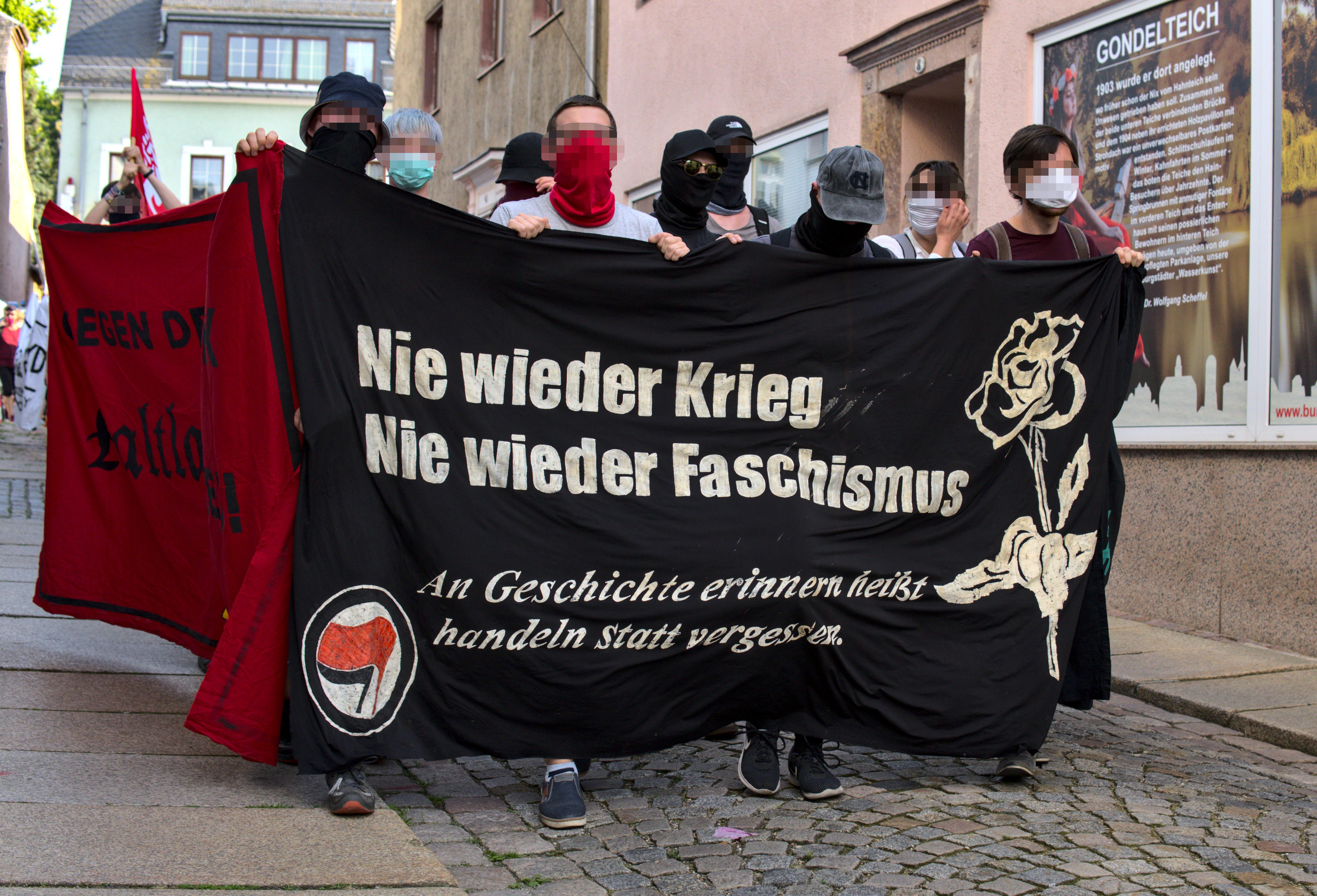
الفوضويون المناهضون للفاشية مع الوردة السوداء.

كانت الوردة السوداء عنوانًا لمجلة محترمة للأفكار الأناركية نُشرت في منطقة بوسطن خلال السبعينيات، إضافة إلى اسم سلسلة محاضرات أناركية تناولها اللاسلطويون والاشتراكيون التحرريون البارزون (ومنهم موراي بوكشين ونعوم تشومسكي) في التسعينيات.
بلاك روز لابور (منظمة) هو اسم منظمة سياسية فئوية مرتبطة بحزب العمال في المملكة المتحدة، التي تعرف نفسها بأنها اشتراكية ليبرتارية.
الاتحاد الأناركي بلاك روز هو منظمة سياسية تأسست عام 2014، مع عدد قليل من المجموعات المحلية والإقليمية في الولايات المتحدة.

## ثقافة فن البوب
نجد الدلالات الرمزية في العديد من الأعمال الفنية أو الخيالية لإثارة مشاعر الغموض أو الخطر أو الموت أو نوع من المشاعر القاتمة مثل الحزن أو الحب المهووس.

### أمثلة
في سلسلة (العالم الليلي) Night World، الوردة السوداء هي رمز لمصاصي الدماء المصنّعين، على عكس القزحية السوداء لللاميا (أو مصاصي الدماء بالولادة).
في سلسلة Dragonlance (دراغونلانس)، الوردة السوداء هي رمز الفرسان الذين خانوا مُثلهم العليا. أشهرهم هو اللورد سوث، فارس الوردة السوداء.
فيRevenge  (الانتقام) (الموسم 2، الحلقة 18)، الورود السوداء هي رمز للحب المحتضر.
«الوردة السوداء» هو عنوان موسيقى الخلفية لمستوى في الظلام الأبدي: قداس العقل. «بلاك روز» هو على الأرجح اسم القصر المسكون باللعبة.
في حلقة بابل 5 «المرور عبر جثسيماني»، أعطيت وردة سوداء لراهب رمزًا للموت، ثم وُضعت لاحقًا في فم امرأة مقتولة.
في قصة الرعب الأمريكية Murder House Tate (بيت القتل تاتي)، يقدم إلى Velma وردة سوداء تفيد بأنها لا تحب الورود السوداء.
كانت بلاك روز أغنية ناجحة لفرقة الروك ثين ليزي، وكانت عنوان أحد الألبومات. كان المغني الرئيسي وعازف الباص فيل لينوت مهتمًا بالأساطير الأيرلندية، ويدعي أنه مستوحى منها.
قامت الفنانة شارلي إكس سي إكس بتأليف أغنية بعنوان «الورود السوداء»، التي كانت ضمن ألبومها عام 2013، True Romance.
The Black Rose هو عنصر هدية في لعبة الفيديوFable. على الرغم من أن معظم الشخصيات غير القابلة للعب تصبح مستاءة إذا أعطيت لهم وردة سوداء، فإنهم بحاجة إلى الزواج من ليدي جراي، وهي سيدة نبيلة شريرة مغرية.
The Black Rose هي منظمة سرية موجودة في عالم (League of Legends ) المعروفة باسم (Runeterra) منذ آلاف السنين.
في لعبة Team Fortress 2 التي تعتمد على إطلاق النار من منظور الشخص الأول، يوجد سلاح سكين لفئة الجاسوس الذي يحمل اسم الوردة السوداء، الذي أنشئ في عرض ترويجي مع لعبة Alliance of Valiant Arms.